# Masacre de Lídice
La masacre de Lídice fue la destrucción completa del pueblo de Lídice, en el Protectorado de Bohemia y Moravia (actual República Checa), en junio de 1942 bajo órdenes de Adolf Hitler y el SS-Oberst-Gruppenführer Kurt Daluege, sucesor de Reinhard Heydrich como administrador de dicha región. Ha ganado atención histórica como uno de los casos más documentados de crímenes de guerra alemanes durante la Segunda Guerra Mundial, en particular por el asesinato deliberado de niños. 
En represalia por el asesinato del protector del Reich Reinhard Heydrich a finales de la primavera de 1942, los 173 hombres del pueblo mayores de 15 años fueron ejecutados el 10 de junio de 1942. Otros 11 hombres del pueblo que no estaban presentes en ese momento fueron detenidos y ejecutados poco después, junto con varios otros que ya estaban bajo arresto. De un total de 503 habitantes, 307 mujeres y niños fueron enviados a un centro de detención improvisado en una escuela de Kladno. De ellos, 184 mujeres y 88 niños fueron deportados a campos de concentración; 7 niños considerados racialmente aptos y, por tanto, susceptibles de ser germanizados fueron entregados a familias de las SS, y el resto fueron enviados al campo de exterminio de Chełmno, donde murieron gaseados.
Associated Press, citando transmisiones de radio alemanas que recibió en Nueva York, reportó: "Todos los hombres adultos de la ciudad fueron fusilados, mientras que las mujeres fueron internadas en un campo de concentración y los niños fueron confiados a instituciones educativas apropiadas"[5] Aproximadamente 340 personas de Lidice fueron asesinadas en la represalia alemana (192 hombres, 60 mujeres y 88 niños). Al finalizar la guerra, sólo regresaron 143 mujeres y 17 niños.
La propaganda nazi anunció abierta y orgullosamente los sucesos de Lidice, en contraste directo con la desinformación y el secretismo de otros crímenes contra la población civil, lo que provocó una intensa indignación en las naciones aliadas y, en particular, en los países de la anglosfera. La historia ha sido representada en múltiples medios de comunicación desde el final del conflicto. Algunos ejemplos son la película dramática Operación Daybreak, conocida internacionalmente, y la obra orquestal Memorial to Lidice, compuesta por el compositor checo Bohuslav Martinů.
En términos sociopolíticos y jurídicos, el suceso se conoce como un ejemplo notable de "masacre genocida", que describe un acto de asesinato masivo contra una comunidad específica de víctimas realizado como paso de una campaña más extensa y violenta que promulga el odio contra grupos más amplios. Esto forma parte del tema más amplio de los estudios sobre el genocidio.

## Contexto

### Asesinato de Reinhard Heydrich

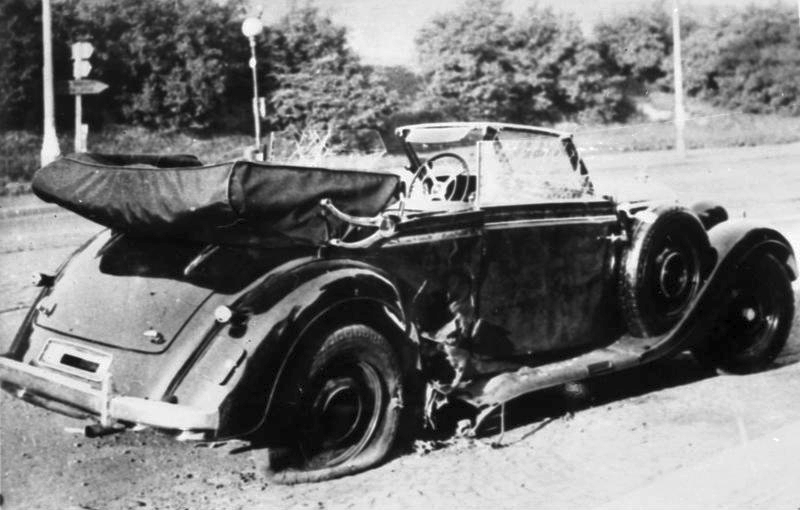
Vehículo de Heydrich tras el ataque (27 de mayo de 1942).

Desde el 27 de septiembre de 1941, el Obergruppenführer y jefe de la policía Reinhard Heydrich había estado actuando como Reichsprotektor del Protectorado de Bohemia y Moravia, bajo dominio nazi desde el 5 de abril de 1939.: p. 214  La mañana del 27 de mayo de 1942, Heydrich viajaba en coche desde su villa en Panenské Břežany hasta su despacho en el Castillo de Praga. Tras llegar al distrito de Kobylisy, el vehículo fue atacado en nombre del gobierno checoslovaco en el exilio por el soldado eslovaco Jozef Gabčík y el soldado checo Jan Kubiš.: p. 241  Ambos, quienes habían formado parte de un equipo entrenado en Gran Bretaña, habían alcanzado Bohemia en paracaídas en diciembre de 1941 como parte de la Operación Antropoide. Después de que el subfusil Sten de Gabčík se encasquillase, Heydrich ordenó a su chofer, el Oberscharführer Johannes Klein, detener el coche. Cuando Heydrich se levantó para disparar a Gabčík, Kubiš arrojó una granada antitanque modificada al vehículo; la explosión resultante hirió tanto a Heydrich como a Kubiš.: p. 145-147  Heydrich ordenó a Klein perseguir a Gabčík a pie, disparando este último al chofer por debajo de la rodilla durante un tiroteo; finalmente, Kubiš y Gabčík lograron huir del lugar.: p. 147 
Una mujer checa acudió en auxilio de Heydrich e hizo señas a una camioneta de reparto para que se detuviese, donde el oficial fue tumbado boca abajo y trasladado a la sala de emergencias del Hospital Na Bulovce. Una vez allí, Heydrich fue sometido a una esplenectomía, mientras que las heridas que presentaba en el pecho, el pulmón izquierdo y el diafragma fueron desbridadas. Por su parte, Himmler ordenó a Karl Gebhardt volar hasta Praga y atender a Heydrich, quien a pesar de la fiebre parecía que se recuperaba satisfactoriamente. El médico personal de Hitler, Theodor Morell, sugirió el empleo de un nuevo antiparasitario, sulfamida, si bien Gebhardt rechazó la idea confiando en la recuperación de Heydrich, quien falleció el 4 de junio a causa de una sepsis provocada por restos de pelo de caballo procedentes de la tapicería del vehículo así como trozos de su propia ropa los cuales se habían introducido en su cuerpo como consecuencia de la explosión.

### Represalias
A última hora de la tarde del 27 de mayo, el Gruppenführer Karl Hermann Frank proclamó el estado de emergencia y decretó toque de queda en Praga; cualquiera que ayudase a los atacantes sería ejecutado junto al resto de su familia.: p. 239  En consecuencia, se dio inicio a una búsqueda que involucró a 21 000 hombres, siendo registradas 36 000 viviendas. Para el 4 de junio, 157 personas habían sido ejecutadas como resultado de las represalias, si bien los asesinos aún no habían sido capturados ni se disponía de información al respecto.: p. 239 
Los discursos pronunciados durante el funeral de Heydrich en Berlín todavía no habían concluido cuando, el 9 de junio, se tomó la decisión de «compensar su muerte». Frank, Secretario de Estado para el Protectorado nazi de Bohemia y Moravia, informó desde Berlín que el Führer había ordenado lo siguiente con respecto a cualquier aldea que albergase a los asesinos de Heydrich:: p. 246 
- Ejecutar a todos los hombres adultos.
- Trasladar a todas las mujeres a un campo de concentración.
- Reunir a los niños susceptibles de ser germanizados, ponerlos al cuidado de familias de las SS en el Reich y criar al resto de los niños de otras formas.
- Quemar y arrasar la aldea por completo.

## Masacre

### Hombres
Horst Böhme, jefe de la Sicherheitspolizei para el Protectorado de Bohemia y Moravia, acató la orden de inmediato;: p. 280  miembros de la Ordnungspolizei y la Sicherheitsdienst cercaron el pueblo de Lídice y bloquearon todas las vías de escape. El Régimen Nazi escogió esta aldea debido a que sus habitantes eran sospechosos de acoger partisanos locales, además de ser erróneamente vinculados con la ayuda prestada a los miembros de la Operación Antropoide.
Todos los hombres de Lídice fueron rodeados y conducidos al granero de la granja de la familia Horák, en los límites del pueblo, colocándose varios colchones procedentes de las casas de la zona contra los muros de la estructura con el fin de evitar el rebote de las balas,: p. 246  procediéndose a iniciar el fusilamiento hacia las 7:00 horas. Al principio, los hombres fueron disparados en grupos de cinco, si bien Böhme consideró que las ejecuciones se estaban desarrollando con demasiada lentitud, por lo que ordenó fusilar a las víctimas de diez en diez, dejándose los cadáveres en el punto exacto en el que habían caído. Las ejecuciones continuaron hasta la tarde, con un total de 173 muertos.: p. 239  Otros once hombres que no se hallaban presentes en Lídice ese día fueron arrestados y asesinados poco después al igual que ocho hombres y siete mujeres los cuales ya se encontraban bajo arresto debido a su vínculo con el ejército checo en el exilio en Reino Unido.: p. 246  Solo tres varones residentes en la aldea lograron sobrevivir a la matanza, dos de los cuales pertenecían a la RAF y estaban en Inglaterra en ese momento, mientras que el otro superviviente fue František Saidl, teniente de alcalde de Lídice quien había sido arrestado a finales de 1938 debido a que había matado accidentalmente a su hijo Eduard Saidl el 19 de diciembre; permaneció encerrado cuatro años y no tuvo conocimiento de la masacre hasta su regreso a la aldea el 23 de diciembre de 1942. Tras descubrir lo ocurrido, sufrió tal estado de perturbación que fue en busca de oficiales de las SS a la cercana ciudad de Kladno y confesó ser de Lídice e incluso haber aprobado el asesinato de Heydrich. Pese a la confirmación de su identidad, los oficiales se rieron de él y rechazaron sus afirmaciones (Saidl moriría en 1961).

### Mujeres y niños

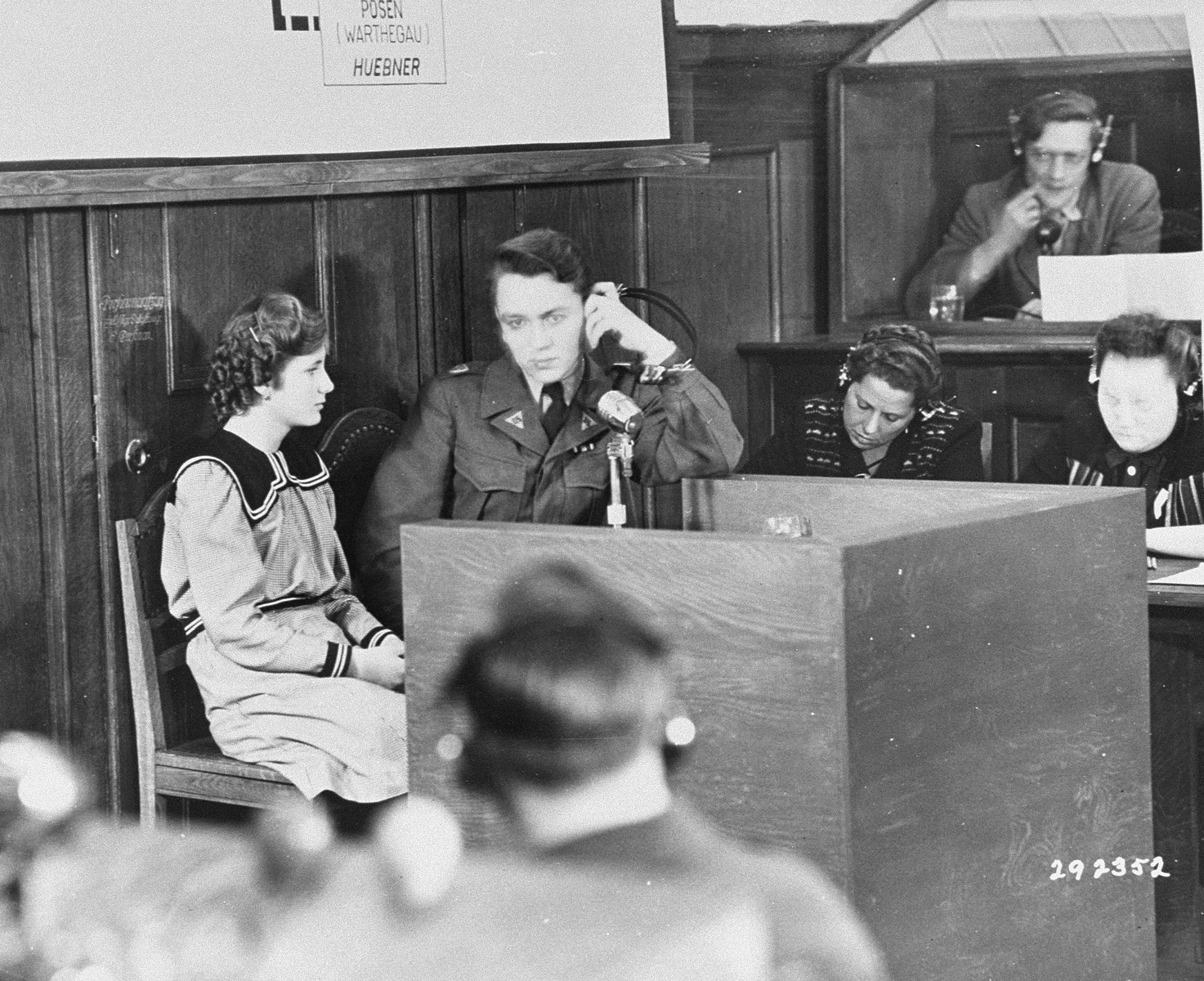
Maria Doležalová, una de las niñas secuestradas de Lídice, testificando en el Juicio del RuSHA (30 de octubre de 1947).

Un total de 203 mujeres y 105 niños fueron conducidos en primer lugar a la escuela del pueblo y de allí hasta Kladno, donde fueron retenidos en la escuela primaria por tres días. Los niños fueron separados de sus madres y cuatro mujeres embarazadas fueron enviadas al mismo hospital donde murió Heydrich con el fin de obligarlas a abortar, tras lo cual se procedió a trasladarlas a distintos campos de exterminio. El 12 de junio, 184 mujeres de Lídice fueron subidas a varios camiones y transportadas hasta la estación de ferrocarril de Kladno, donde se las obligó a introducirse en un tren especial de pasajeros custodiado por un escolta. La mañana del 14 de junio, el tren se detuvo en una vía muerta en el campo de concentración de Ravensbrück. Las autoridades del lugar trataron inicialmente de mantener a las mujeres de Lídice aisladas, pero varias internas lo impidieron. Las mujeres fueron forzadas a trabajar en fábricas textiles y de municiones, en el procesado de cuero, y en la construcción de carreteras.
Respecto a los niños, 58 fueron trasladados al área de la antigua fábrica textil de Gneisenaustraße, en Lodz. Su llegada fue anunciada desde el despacho de Böhme mediante un telegrama el cual terminaba así: «Los niños solo traen lo que llevan puesto. No es deseable un cuidado especial». El cuidado dado a los menores fue mínimo, motivo por el que sufrieron falta de higiene y numerosas enfermedades. Así mismo, por orden de la dirección del campamento, se les negó cualquier tipo de atención médica. Poco después de su llegada a Lodz, los oficiales de la Oficina de Raza y Asentamiento escogieron a siete niños para someterlos a un proceso de germanización, siendo puestos al cuidado de familias de las SS.: p. 246 
La ola de protestas por las acciones llevadas a cabo contra los habitantes de Lídice provocó incertidumbre en las autoridades alemanas sobre el destino de los niños, si bien a finales de junio Adolf Eichmann ordenó la muerte de todos ellos (Eichmann nunca llegó a ser condenado por este crimen en su juicio en Jerusalén puesto que los jueces consideraron: «...no nos ha sido probado más allá de toda duda razonable, de acuerdo con la evidencia ante nosotros, que fueron asesinados»). El 2 de julio, 82 niños fueron confiados a la oficina de la Gestapo en Lodz, la cual los envió al campo de exterminio de Chelmno, a 70 km de distancia, donde murieron en furgones de gas de la compañía Magirus. De los 105 niños de Lídice, 82 murieron en Chelmno y 6 en orfanatos de las SS (Lebensborn), mientras que los 17 restantes pudieron regresar a sus hogares.

### Lídice

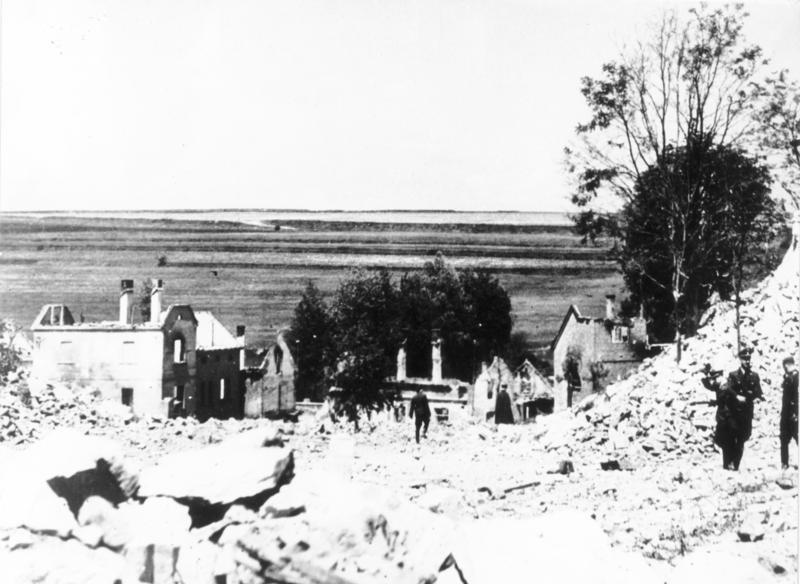
Destrucción de Lídice (junio de 1942).

El pueblo de Lídice fue incendiado y las ruinas de los edificios destruidas con explosivos. Todos los animales de la aldea (tanto mascotas como animales de trabajo) fueron sacrificados. La destrucción alcanzó incluso al cementerio de la localidad; los restos de los fallecidos fueron exhumados, despojados de los empastes de oro o joyas que pudiesen portar, y finalmente destruidos.: p. 241  Con posterioridad se envió un grupo de trabajo alemán compuesto de 100 personas destinado a eliminar los escombros del pueblo y redirigir el arroyo que lo atravesaba así como las carreteras de entrada y salida. Tras la realización de estas labores, se procedió a cubrir toda la superficie que ocupaba la aldea con tierra y cultivos, siendo este proceso filmado por Franz Treml, colaborador de la inteligencia alemana. Treml, quien había regentado una tienda Zeiss en el Palác Lucerna, en Praga, se había convertido tras la ocupación alemana en asesor de cine del Partido Nazi.

### Represalias posteriores
La pequeña aldea checa de Ležáky fue destruida dos semanas después de Lídice, cuando agentes de la Gestapo descubrieron un transmisor de radio en la zona el cual había pertenecido a un equipo clandestino que se había lanzado en paracaídas junto con Kubiš y Gabčík. Los 33 residentes adultos (tanto hombres como mujeres) fueron fusilados,: p. 285  mientras que los niños fueron enviados a campos de concentración o arianizados. El total de muertes resultante de las represalias por el asesinato de Heydrich se estima en aproximadamente 1300: p. 285  (esta cifra incluye familiares de partisanos, sus apoyos, élites checas sospechosas de deslealtad y víctimas al azar, como las del pueblo de Lídice).

## Conmemoraciones

### Respuesta internacional

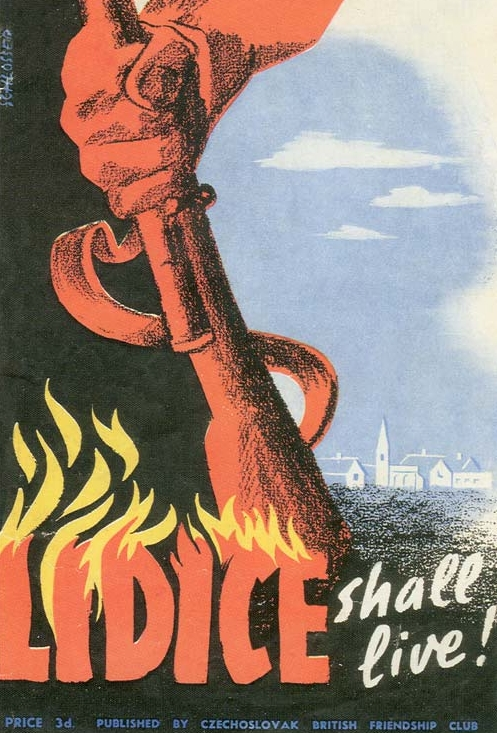
Cartel británico conmemorativo de la masacre de Lídice.

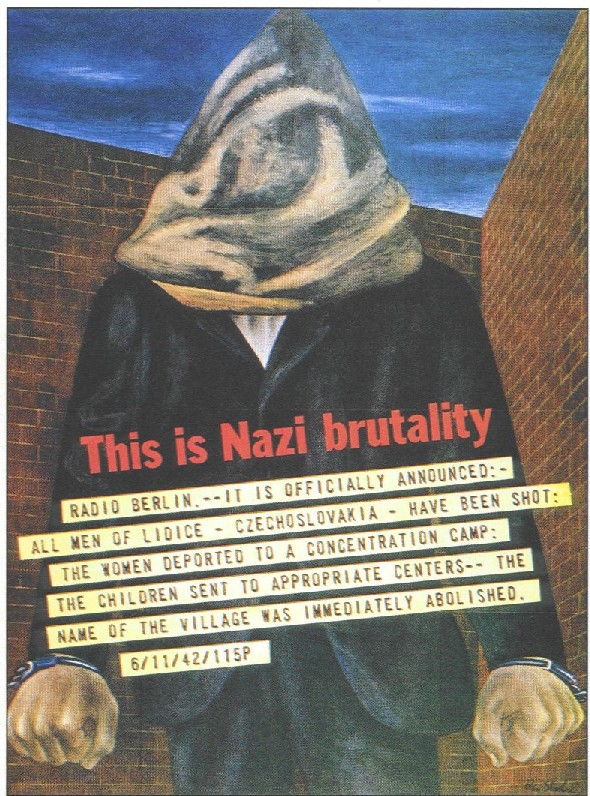
Cartel con el lema «esto es brutalidad nazi» en referencia a la masacre de Lídice, por Ben Shahn (1943).

La propaganda nazi anunció abiertamente y con orgullo la matanza de Lídice a diferencia de otras masacres cometidas en Europa, las cuales fueron mantenidas en secreto, siendo la información recogida al instante por los medios de comunicación Aliados. En septiembre de 1942, mineros del carbón en Stoke-on-Trent, Staffordshire (Gran Bretaña), dirigidos por el médico Barnett Stross (quien en 1945 se convertiría en miembro del parlamento local), fundaron la organización Lidice Shall Live (Lídice vivirá) con el fin de recaudar fondos para la reconstrucción de la aldea después de la guerra.
Poco después de la destrucción del pueblo, varios lugares en diversos países fueron renombrados, como San Jerónimo Lídice en Ciudad de México; Barrio Lídice y su hospital en Caracas, Venezuela; Lídice, en el distrito de Capira, Panamá; y varias aldeas de Brasil con el objetivo de que el nombre de Lídice siguiese estando vivo. El Lidice Memorial, en Phillips, Wisconsin (Estados Unidos), es un monumento erigido en honor a las víctimas, mientras que un vecindario en Crest Hill, Illinois, fue renombrado de Stern Park a Lidice, existiendo a su vez un templo en Prairie Avenue (el santuario original se hallaba al final de Kelly Avenue, en Elsie Street). De igual modo, una plaza en la ciudad inglesa de Coventry, devastada durante un bombardeo por la Luftwaffe, fue llamada Lidice en recuerdo de la masacre. Por su parte, un callejón de una zona concurrida del centro de Santiago, en Chile, fue llamado Lídice en memoria de la matanza, ubicándose una pequeña placa en uno de los edificios la cual relata los hechos. Así mismo, una calle en Sofia, Bulgaria, se llama Lidice en conmemoración de la masacre. Sumado a lo anterior, en Wallanlagen Park, Bremen (Alemania), existe un monumento y un pequeño panel informativo sobre la matanza.
Tras la destrucción del pueblo, Humphrey Jennings dirigió The Silent Village (1943), documental para el que empleó actores amateur de un pueblo minero galés, Cwmgiedd, cerca de la pequeña aldea de Ystradgynlais. El mismo año se rodó una película estadounidense titulada Hitler's Madman la cual contiene numerosas inexactitudes sobre lo ocurrido, mientras que la película inglesa Operation Daybreak (1975), protagonizada por Martin Shaw y Anthony Andrews, resulta más fiel a los hechos.
La poeta Edna St. Vincent Millay escribió una obra de teatro en verso sobre la masacre, The Murder of Lidice, la cual fue parcialmente publicada en la edición del 17 de octubre de 1942 de la revista Saturday Review, presentándose una versión más larga en la edición del 19 de octubre de la revista Life y publicándose íntegramente en un libro más tarde ese año por la editorial Harper.

### Respuesta local y Lídice en la actualidad
El compositor checo Bohuslav Martinů compuso Památník Lidicím (Memorial a Lídice), una pieza orquestal de 8 minutos, en 1943 en respuesta a la masacre. La obra contiene la Coral de San Venceslao, mientras que el clímax de la pieza muestra las notas de apertura (cuyo patrón rítmico representa la letra V en código morse) de la Sinfonía n.º 5 de Beethoven.

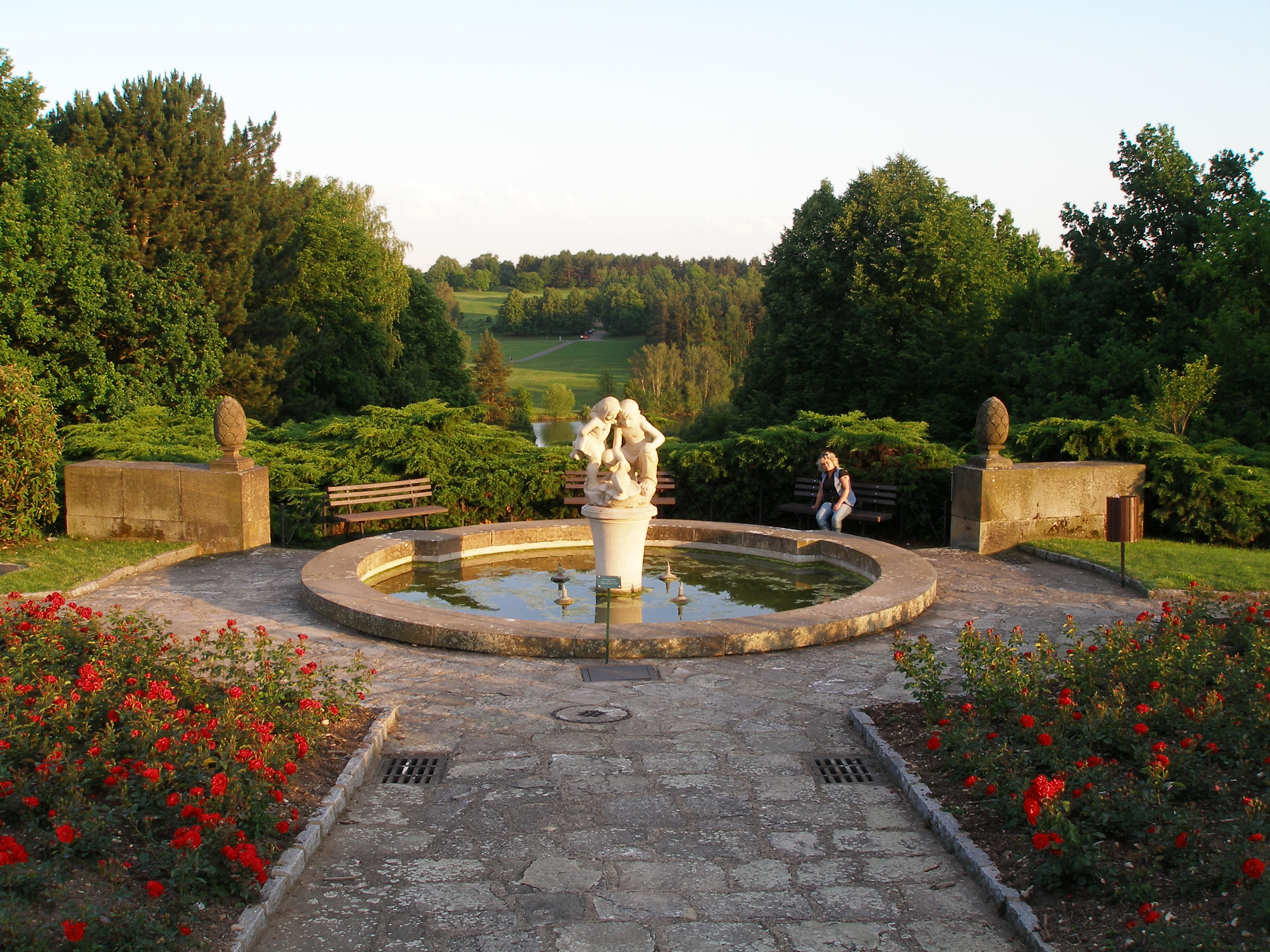
Rosal y fuente en Lídice.

Las mujeres de Lídice que sobrevivieron en Ravensbrück regresaron tras el fin de la guerra y fueron realojadas en el nuevo pueblo de Lídice, construido en una zona con vistas al lugar en que se ubicaba el asentamiento original (la primera parte de la nueva aldea fue terminada en 1949). Por su parte, los dos habitantes que lograron salvarse por estar sirviendo en la RAF al momento de la masacre (el oficial y piloto Josef Horák y el teniente de aviación Josef Stříbrný) regresaron a Checoslovaquia en 1945 para incorporarse a la Fuerza Aérea del Ejército de la República Checa. Tras el Golpe de Praga en 1948, el nuevo gobierno comunista no les permitió solicitar ser alojados en el nuevo pueblo de Lídice por el hecho de haber servido en las fuerzas de una de las potencias occidentales. En consecuencia, Horák y su familia volvieron a Gran Bretaña (nuevamente miembro de la RAF, Horák moriría en un accidente aéreo en diciembre de 1948).
Un conjunto escultórico de 2000 obra de Marie Uchytilová preside el emplazamiento del antiguo pueblo de Lídice. Titulada Pomník dětských obětí války (Monumento a los niños víctimas de la guerra), la obra comprende las estatuas de bronce de 82 niños (40 niños y 42 niñas) de edades comprendidas entre 1 y 16 años las cuales honran a los niños asesinados en Chelmno. Por su parte, una cruz con una corona de espinas señala la ubicación de la fosa común donde fueron enterrados los varones fusilados. Dominando la zona se halla un área conmemorativa flanqueada por un museo y una pequeña sala de exposiciones (esta área está conectada a la nueva aldea por un camino de tilos). Sumado a esto, en 1955 se procedió a la instalación de un jardín formado por 29 000 rosales junto a los tilos con vistas a la antigua aldea. En la década de 1990 el jardín quedó abandonado, si bien en 2001 se sustituyó por uno nuevo compuesto de 21 000 rosales.